# Myomerozoa
Sous-embranchement
Classification phylogénétique
- Chordés
  - Urochordés
  - Myomérozoaires
    - Céphalochordés
    - Craniates
      - Myxinoïdes
      - Vertébrés

Les Myomerozoa sont un sous-embranchement d'animaux de l'embranchement des Chordés. 
Parmi les Chordés les Myomérozoaires présentent au cours de leur développement embryonnaire une segmentation d'avant en arrière du mésoderme en somites. Ces somites qui encadrent le tube nerveux et la chorde peuvent donner naissance à des organes ou des formations musculaires. Les adultes sont à symétrie bilatérale.
De ce groupe dérive les Céphalochordés avec une chorde qui se prolonge en avant de la bouche et les Craniates qui développe un crâne à partir d'arcs cartilagineux et de plaques fibreuses.